# Бережной, Сергей Иванович
Сергей Иванович Бережной (12 августа 1929, Бурчак, Михайловский район, Запорожская область, Украинская ССР, СССР — 27 ноября 1993) — фрезеровщик Запорожского автомобильного завода «Коммунар», Герой Социалистического Труда.

## Биография
Родился 12 августа 1929 года в селе Бурчак Михайловского района Запорожской области Украины.
Осенью 1943 года после освобождения Запорожья поступил в ремесленное училище завода «Коммунар». В 1955 году перешёл в инструментальный цех фрезеровщиком, где проработал до конца жизни. Успешно выполнил план восьмой пятилетки. Указом Президиума Верховного Совета СССР от 5 апреля 1971 года за выдающиеся успехи в выполнении заданий пятилетнего плана по развитию автомобильной промышленности Бережному присвоено звание Героя Социалистического Труда.
Награждён двумя орденами Ленина, медалями. Делегат XXV съезда КПСС.
Умер 27 ноября 1993 года. Похоронен в Запорожье на Первомайском кладбище.